# Mitos, crónicas del amor descartable
Mitos, crónicas del amor descartable es una serie de televisión de género dramático de Argentina, dirigida por Diego Suárez, que se emitió desde el 3 de junio hasta el 29 de agosto de 2009, los lunes a las 22:45 (UTC-3) en el canal América TV. La serie estaba protagonizada por Germán Palacios, luego de una larga ausencia en la televisión, y el elenco conformado por Florencia Raggi, Carlos Portaluppi, Rita Cortese, Susana Lanteri, Mercedes Oviedo, Julieta Dora, Santiago Pedrero, Jorge D'Elía, José Luis Mazza, Vera Spinetta, Kevin Melnisky y Rafael Ferro. 
Además contó con las participaciones especiales de Susana Romero, Adriana Brodsky, Silvia Peyrou, Silvia Pérez, Noemí Alan, María Fernanda Callejón, Mónica Gonzaga, Edda Bustamante, Pamela David y Raquel Mancini.

## Trama
La trama de Mitos trata sobre la vida del operador de bolsa Martín Montesalvo, quien ha logrado llegar al éxito y conseguir la plena felicidad. Sin embargo, esa felicidad se interrumpe abruptamente cuando descubre que su esposa, Paula le es infiel. A partir de ahí su vida parece derrumbarse, y comienza a obsesionarse con sus fantasías sexuales de la adolescencia. De ese modo intentará recuperar el sentido de su vida.

## Capítulos
- Capítulo presentación - Participación especial: Susana Romero, Adriana Brodsky, Silvia Peyrou, Silvia Pérez y Noemí Alan.

- Capítulo 1 - Participación especial: Susana Romero.

- Capítulo 2 - Participación especial: Adriana Brodsky.

- Capítulo 3 - Participación especial: Silvia Peyrou.

- Capítulo 4 - Participación especial: Susana Romero y Silvia Pérez.

- Capítulo 5 - Participación especial: Noemí Alan.

- Capítulo 6 - Participación especial: María Fernanda Callejón.

- Capítulo 7 - Participación especial: Mónica Gonzaga.

- Capítulo 8 - Participación especial: Susana Romero y Silvia Pérez.

- Capítulo 9 - Participación especial: Edda Bustamante.

- Capítulo 10 - Participación especial: Silvia Pérez.

- Capítulo 11 - Participación especial: Pamela David y Raquel Mancini.

- Capítulo 12 (Capítulo doble) - Participación especial: Susana Romero, Noemí Alan, Mónica Gonzaga y Silvia Peyrou.